# Apteronotus camposdapazi
Espèce
Apteronotus camposdapazi est une espèce de poissons gymnotiformes de la famille des Apteronotidae.

## Distribution
Cette espèce est endémique de Brésil, elle ne se rencontre que dans le bassin du rio Tocantins.

## Description
C'est un poisson électrique.

## Référence
- de Santana & Lehmann, 2006 : Apteronotus camposdapazi, a new species of black ghost electric knifefish, from the Rio Tocantins basin, Brazil (Gymnotiformes: Apterodontidae). Ichthyological Exploration of Freshwaters vol. 17, o. 3, p. 261-266.